# Мамонов, Виктор Иванович
Виктор Иванович Мамонов — российский актёр театра и кино, заслуженный артист России (2008).

## Биография
Виктор Иванович Мамонов родился 17 января 1968 года в городе Ершов. Окончил театральный факультет Саратовской консерватории в 1991 году, мастер курса — Римма Белякова. По окончании театрального факультета работает в Саратовском академическом драматическом театре.
Ранее Преподавал мастерство актёра на курсе народной артистки России Татьяны Кондратьевой. Ныне преподаёт мастерство актёра на курсе народного артиста России Григория Аредакова.
Женат на актрисе Инне Есилевской. Есть сын.
25 сентября 2015 года актёр принял участие в театрализованных онлайн-чтениях произведений А. П. Чехова «Чехов жив», читал фрагменты «Чайки».

## Признание и награды
- 2008 — Заслуженный артист России[1]
- Лауреат V Саратовского областного фестиваля «Золотой Арлекин» (сезоны 2007—2009 — лучшая работа актёра в драматическом театре за роли Свидригайлова в «Преступлении и наказании» и Клавдия в «Гамлете»)

## Творчество

### Роли в театре

#### Саратовский академический драматический театр
- 2003 — «Завтрак у предводителя» И. Тургенева. Режиссёр: Игорь Коняев — Суслев
- 2005 — «А зори здесь тихие…» Бориса Васильева — Васков
- 2005 — «Волки и овцы» А. Н. Островского. Режиссёр: Елена Чёрная — Лыняев
- 2006 — «Дядя Ваня» А. П. Чехова. Режиссёр: Елена Чёрная — Войницкий
- 2006 — «Трамвай „Желание“» Теннесси Уильямса. Режиссёр: Марина Глуховская — Пабло Гонзалес
- 2006 — «Кукушкины слёзы» А. Н. Толстого. Режиссёр: Александр Плетнёв — Шавердов
- 2007 — «Преступление и наказание» Ф. М. Достоевского. Режиссёр: Марина Глуховская — Аркадий Иванович Свидригайлов
- 2007 — «Немного о лете» Екатерины Ткачёвой. Режиссёр: Марина Глуховская — Александр Деген.
- 2008 — «Гамлет» Шекспира. Режиссёр: Марина Глуховская — Тень отца Гамлета, Клавдий
- 2008 — «Лучшие дни нашей жизни» У. Сарояна. Режиссёр: Александр Плетнёв — Ник[3]
- 2009 — «Частная жизнь» Ксении Степанычевой. Режиссёр: Даниил Безносов — Сергей Николаевич Игнатов
- 2009 — «Иван-Богатырь и Свет-Луна» Виталий Руснак по мотивам русских народных сказок. Режиссёр: Даниил Безносов — Кузьма Иванович, царь-отец
- 2010 — «Играем Коляду» четыре сюжета (по мотивам пьес Николая Коляды). Режиссёр: Римма Белякова — текст от автора
- 2010 — «Женитьба» по Н. В. Гоголю. Режиссёр: Антон Коваленко — Яичница
- 2010 — «Чайка» А. П. Чехова. Режиссёр: Сергей Стеблюк — Дорн
- 2010 — «Город ангелов» Игоря Игнатова. Режиссёр: Даниил Безносов — Егор в наши дни
- 2010 — «Сказка про Щелкунчика и мышиного короля» по сказке Гофмана. Режиссёр: Антон Коваленко — Штальбаум / Король
- 2011 — «Парикмахерша» Сергея Медведева. Режиссёр: Константин Солдатов — Евгений
- 2012 — «Бешеные деньги» А. Н. Островского. Режиссёр: Александр Кузин — Григорий Борисович Кучумов[4]
- 2012 — «Жестокие игры» А. Н. Арбузова. Режиссёр: Евгений Марчелли — Мишка Земцов
- 2014 — «Всё мои сыновья» Артура Миллера. Режиссёр: Николай Дручек — Джо Келлер
- 2017 — «Живой труп» Льва Толстого. Режиссёр Марина Глуховская — Федя Протасов
- 2018 — «Анна в тропиках» Нило Круз. Режиссёр: Марина Глуховская — Сантьяго
- 2018 — «Тень» Е. Шварца. Режиссёр: Александр Созонов — Министр финансов
- 2019 — «Моя Марусечка» Александры Васильевой. Режиссёр: Режиссёр Марина Глуховская — Федя, продавец розницы[5]

### Фильмография
- 2006 — Парижане — Данилин, заместитель главы администрации